# 威爾遜維爾 (內布拉斯加州)
威爾遜維爾（英語：Wilsonville）是位於美國內布拉斯加州富爾納斯縣的村。

## 人口
根據2020年美國人口普查的數據，威爾遜維爾的面積為0.69平方千米，皆為陸地。當地共有人口75人，而人口密度為每平方千米109人。